# Vainilla africana
La vainilla africana (Vanilla africana) és una planta enfiladissa perenne de tiges suculentes, que formen una tija llarga. La planta creix als arbres, i s'hi recolza amb arrels aèries. Sovint és epífita, o es converteix en epífita. La planta s'utilitza a vegades localment com a font de fibra i medecina.

## Descripció
Té una tija esvelta, d'alta escalada. Les fulles en són peciolades; les bràctees ovals, agudes. Els sèpals i pètals no vists, el llavi n'és trilobulat; té els lòbuls laterals arredonits i el lòbul frontal deltoideoval; té un disc amb una cresta peluda al centre, que s'estén fins a la base del llavi.

## Hàbitat
Viu als boscs primaris i secundaris, amb vegetació arbustiva densa, i en plantacions en elevacions des del nivell de la mar fins a 900 metres d'alçada. Es classifica com a enfiladissa de fulla perenne en la selva.

## Reproducció
Per llavors.

## Usos

### Medicina tradicional
Les fulles escalfades es matxuquen, i es barregen amb un pebre: la saba de la mateixa planta s'aplica a l'oïda per guarir la inflamació.

### Altres usos
Les arrels aèries d'aquesta planta de vainilla s'empren com a cordes per a una sèrie d'instruments com ara les guitarres a Ghana i Gabon i mandolines a la República del Congo.